# Kościół św. Sylwii w Rzymie
Kościół św. Sylwii w Rzymie (wł. Chiesa di Santa Silvia) – rzymskokatolicki kościół tytularny w Rzymie. 
Świątynia ta jest kościołem parafialnym parafii św. Sylwii oraz kościołem tytularnym.

## Lokalizacja
Kościół znajduje się w XI dzielnicy Rzymu – Portuense (Q XI) przy Viale Giuseppe Sirtori 2. Główne wejście znajduje się od strony Largo di Santa Silvia.

## Patronka
Patronką świątyni jest św. Sylwia – matka papieża i Doktora Kościoła św. Grzegorza I Wielkiego, żyjąca w VI wieku.

## Historia
Parafia św. Sylwii została erygowana 23 lutego 1959 roku. Budowę kościoła według projektu Francesco Fornari rozpoczęto w 1966 roku i ukończono w 1968 roku.
Prezbiterium zostało ponownie urządzone w 1997 roku.

## Architektura i sztuka

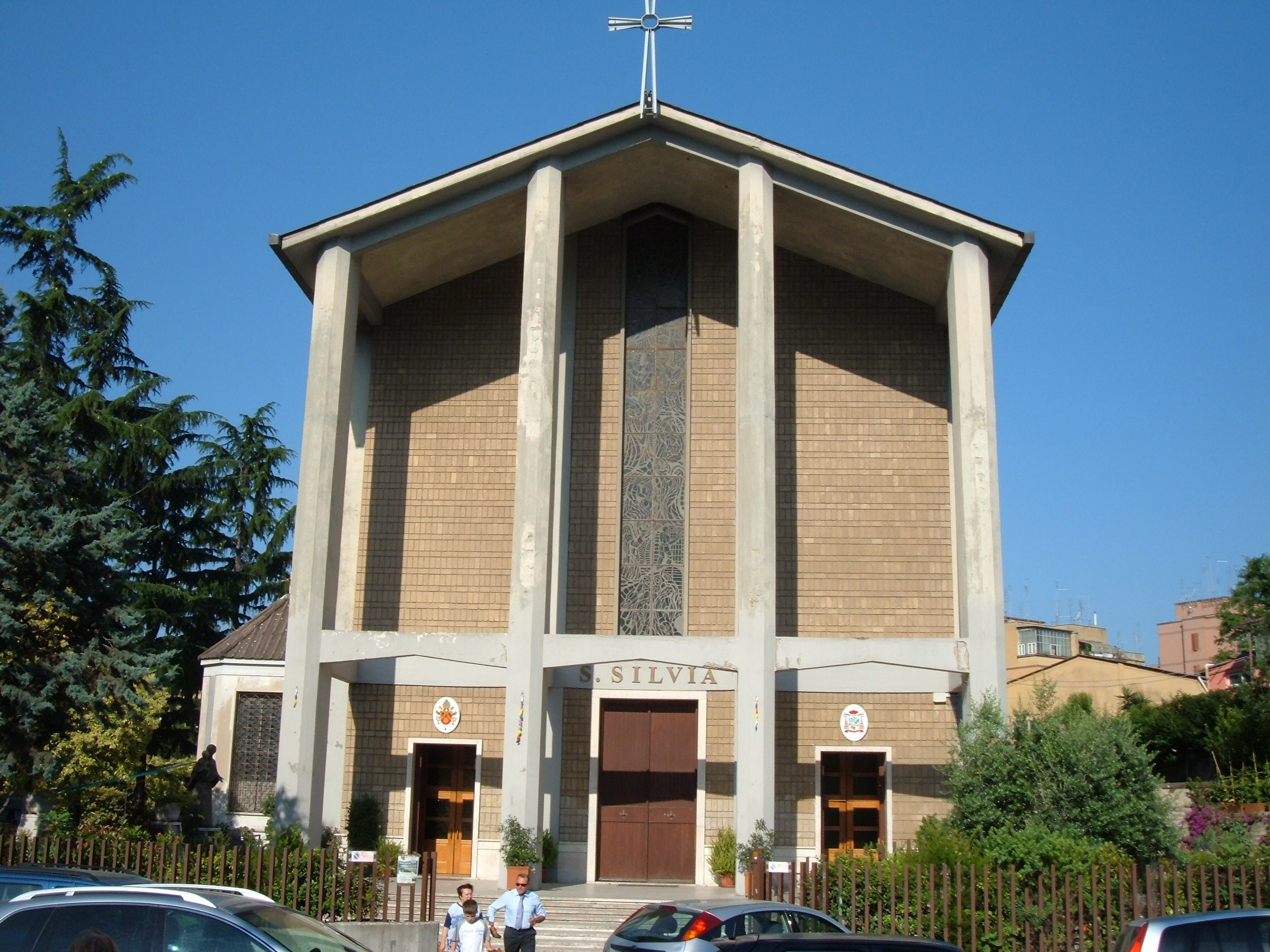
Fasada

Ściany kościoła wzniesiono z cegły ułożonej w naprzemiennych rzędach poziomych i pionowych. W ścianach w regularnych odstępach znajdują się betonowe pilastry, pomiędzy którymi są duże prostokątne okna.
W środkowej części fasady umieszczono pionowy pasek witraża biegnący od samej góry aż do drzwi. Dach jest wysunięty do przodu i wsparty na czterech dużych prostokątnych betonowych filarach połączonych ze sobą betonową belką. Witraż nad wejściem przedstawia Panny Mądre i Panny Głupie oraz Sąd ostateczny.
Kościół zbudowano na planie krzyża łacińskiego z pojedynczą nawą o sześciu przęsłach, transeptem tworzącym ramiona krzyża oraz apsydą na planie połowy sześciokąta.
Na tylnej ścianie apsydy znajduje się mozaika figuratywna z 2008 roku. U góry znajduje się krucyfiks zawieszony w 1968 roku. Poniżej Matka Boża i św. Jan Ewangelista oddają cześć Chrystusowi na krzyżu, a pod nimi umieszczono postacie św. Sylwii i św. Grzegorza z czterema z ostatnich pięciu papieży (św. Janem XXIII, bł. Pawłem VI, św. Janem Pawłem II i Benedyktem XVI).
W prawej kaplicy transeptu znajduje się rzeźba z brązu autorstwa Augusto Poderosi przedstawiająca papieża św. Grzegorza z jego matką św. Sylwią.

## Kardynałowie prezbiterzy
Kościół św. Sylwii jest jednym z kościołów tytularnych nadawanych kardynałom-prezbiterom (Titulus Sanctae Silviae). Tytuł ten został ustanowiony 21 lutego 2001 roku przez Jana Pawła II.
- Jānis Pujats (2001-nadal)